# Giuseppe Angrisano
Giuseppe Angrisano (Livorno, 13 de abril de 1935; Barcelona, 13 de octubre de 2024) fue un almirante italiano y presidente de la Organización Hidrográfica Internacional de 1997 a 2002. Fue un hidrográfo relevante en la estandarización de normas de seguridad de navegación y en la transición hacia la cartografía digital.

## Reseña biográfica
En 1953, Giuseppe Angrisano ingresó en la Accademia Navale Italiana y completó su formación como oficial del estado mayor en 1957. En 1965 se especializó en hidrografía, siendo posteriormente comandante de distintos buques oceanográficos italianos, habiendo sido, en 1974, el primer comandante del buque oceanográfico Ammiraglio Magnaghi. Durante el último destino de su carrera militar, de 1987 a 1991, fue Director del Instituto Hidrográfico Italiano con sede en Génova.
En 1992, fue elegido Director de la Organización Hidrográfica Internacional (IHO), y en 1997, ganó la elección para ser su presidente hasta 2002. 
En 2003, el Príncipe Raniero III de Mónaco lo nombró delegado para la cooperación internacional de la dirección de asuntos marítimos del Principado de Mónaco y Representante Adjunto de Mónaco ante la Organización Marítima Internacional (OMI), cargos que desempeñó hasta 2005.
Su hijo fue Carlo Giacomo Angrisano Girauta, secretario general de Nuevas Generaciones, la organización juvenil del Partido Popular.

## Condecoraciones
Comendador de la Orden de San Carlos
- 18 de noviembre de 2002 
Medalla Naval Vasco da Gama (Portugal)
-  21 de febrero de 2001 
 Medaglia d'Onore di Lunga Navigazione (10 anni)
- 10 de julio de 1974
 Croce d'Argento (16 anni) di Anzianità di Servizio
- 12 de junio de 1974
 Cavaliere dell'Ordine al Merito della Repubblica Italiana
- 28 de agosto de 1982
 Ufficiale dell'Ordine al Merito della Repubblica Italiana
- 12 de abril de 1986
 Medaglia Mauriziana
- 20 de marzo de 1991